# Criminals of the Air
Criminals of the Air è un film statunitense del 1937 diretto da Charles C. Coleman (con lo pseudonimo di C.C. Coleman Jr.).

## Trama
Nella città di confine di Hernandez l'agente sotto copertura Mark Owens viene incaricato di aiutare la pattuglia di frontiera a smantellare una banda di contrabbandieri. Hernandez si iscrive come pilota su The Honeymoon Express. Durante la missione conosce la giornalista Nancy Rawlings per farsi incaricare come pilota del servizio matrimoniale, ma comincia a sospettare che sia solo una copertura per il contrabbando.

## Produzione
Le riprese avvennero dall'8 al 25 febbraio 1937 e il film venne distribuito nelle sale cinematografiche statunitensi a partire dal 30 aprile dello stesso anno.